# Ville Vallgren
Carl Wilhelm (Ville) Vallgren (Porvoo, 15 de dezembro de 1855 – Helsinque, 13 de outubro de 1940), foi um escultor finlandês. Seu trabalho mais conhecido é a estátua chamada Havis Amanda em Helsinque.

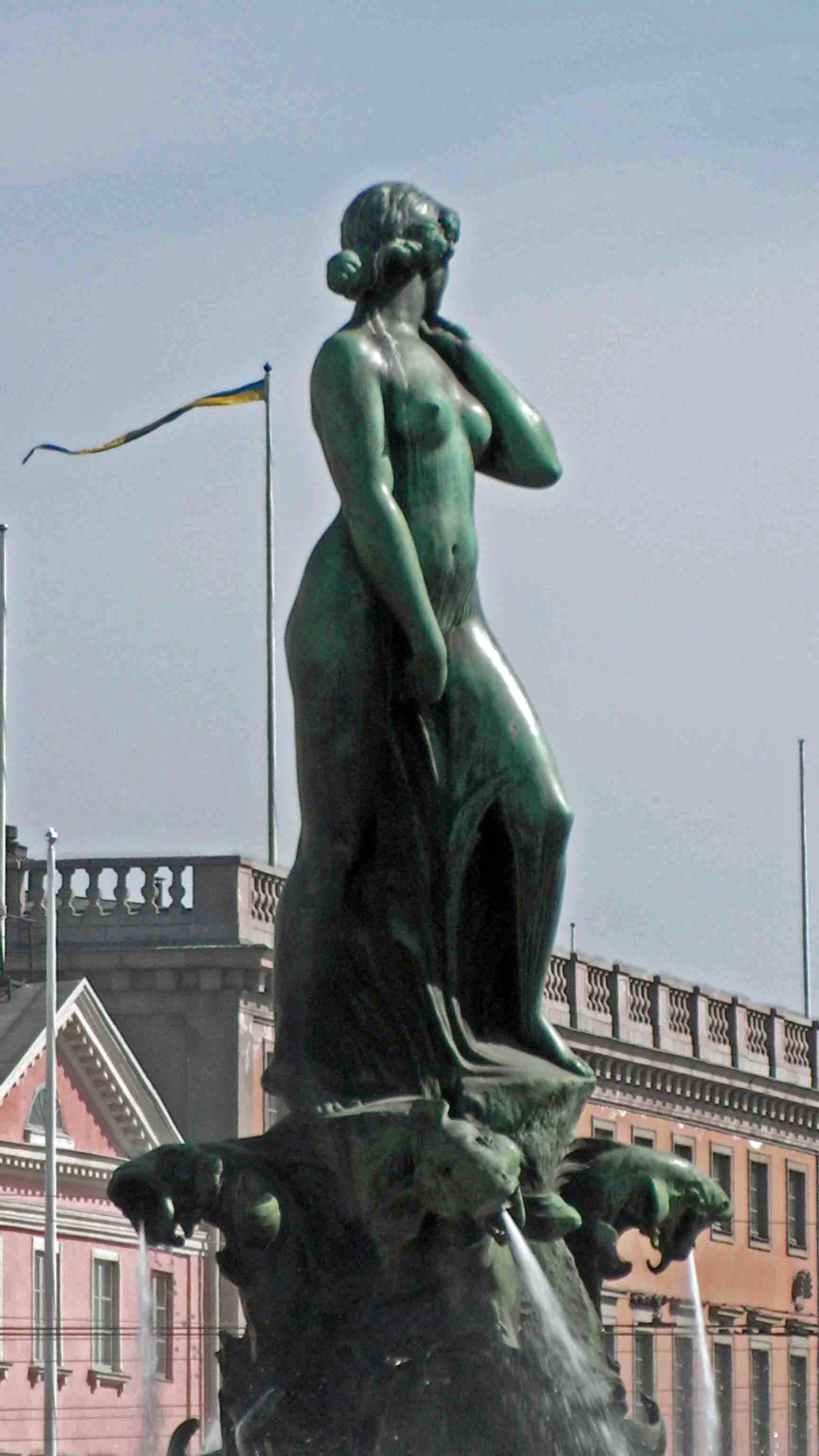
Havis Amanda, 1906 (revelado em 1908), sua obra mais famosa

## Biografia
Nasceu em Porvoo e reside há muito tempo em Paris, para onde se dirige em 1878, após estudar arquitectura na Politécnica de Helsínquia. Ele entrou na École des Beaux-Arts , estudou com Cavelier.
Em 1882 casou-se com a escultora sueca Antoinette Råström com quem trabalhou. Ela morreu em 1911. No mesmo ano ele se casou com a cantora de ópera e pintora francesa Madeleine Imbert-Rohan, mas o casamento foi difícil desde o início e terminou apenas dois anos depois. Naquele ano, em 1913, ele voltou para a Finlândia, onde conheceu e se casou com sua terceira esposa, o escultor finlandês Viivi Paarmio.
Ele morreu em 13 de outubro de 1940 em Helsinque e foi enterrado em Porvoo. 

## Trabalhos
Seus espelhos, estatuetas, candeeiros, urnas e candelabros estabeleceram sua reputação como artista decorativo. De suas estátuas e retratos, vários estão na cidade de Nova York na coleção de Vanderbilt, notavelmente Death and Resurrection e A Breton Girl . Suas obras na Finlândia incluem uma Mariatta , no Castelo Imperial, e um Cristo no Museu Nacional de Helsinque. O grupo de mármore Maternidade está no Museu de Arras, e uma estatueta de bronze, Juventude, na Galeria Nacional de Berlim.
- Echo, 1887
- Fachada principal do Museu de Arte Ateneum trabalhada por vários artistas, com esculturas em medalhão de Vallgren, 1887
- Close do medalhão de Peter Paul Rubens
- Estátua de Torkel Knutsson em Vyborg , 1887 (revelação pública em 1908)
- Estátua de Knutsson em frente ao Castelo de Vyborg na década de 1930
- Uma urna funerária, 1892
- Mariatta, 1894
- Estátua de Uno Cygnaeus , 1899
- Christ, 1908
- Topelius e crianças, 1909 (revelação pública em 1932)
- O presidente Svinhufvud o parabeniza por Topelius e filhos
- Colocando uma coroa de flores em sua estátua de Albert Edelfelt em 1930